# خانه هوشنگ حکمت
خانه هوشنگ حکمت مربوط به دوره قاجار است و در شیراز، محله لب آب، کوچه حاج رحیم خرمن دار واقع شده و این اثر در تاریخ ۱۰ خرداد ۱۳۸۲ با شمارهٔ ثبت ۸۹۷۹ به‌عنوان یکی از آثار ملی ایران به ثبت رسیده است.